# Ilse Staiger
Ilse Staiger (* 1915 in Württemberg) war eine hauptamtliche BDM-Führerin im nationalsozialistischen Deutschland. Sie war ab 1943 Reichsbeauftragte im SS-Helferinnenkorps.
Sie trat 1934 in den Bund Deutscher Mädel ein. Seit 1937 war sie im HJ-Gebiet Württemberg-Schwaben hauptamtlich tätig, zuletzt im Rang einer Hauptmädelführerin. Der NSDAP trat sie 1938 bei. Sie war seit Anfang 1943 als Reichsbeauftragte im SS-Helferinnenkorps auf der Dienststelle des Chefs des Fernmeldewesens in Berlin tätig. Dies war das höchste Amt, das eine SS-Helferin bekleiden konnte. Am 30. Januar 1944 erhielt sie die Silberspange für SS-Helferinnen, Nr. 135, für gute Bewährung. 
In ihren Spruchkammerverfahren nach dem Krieg bestritt Staiger nicht, eine überzeugte Anhängerin des NS gewesen zu sein. Trotzdem wurde sie als minderbelastet eingestuft.